# Lotto (Gesellschaftsspiel)

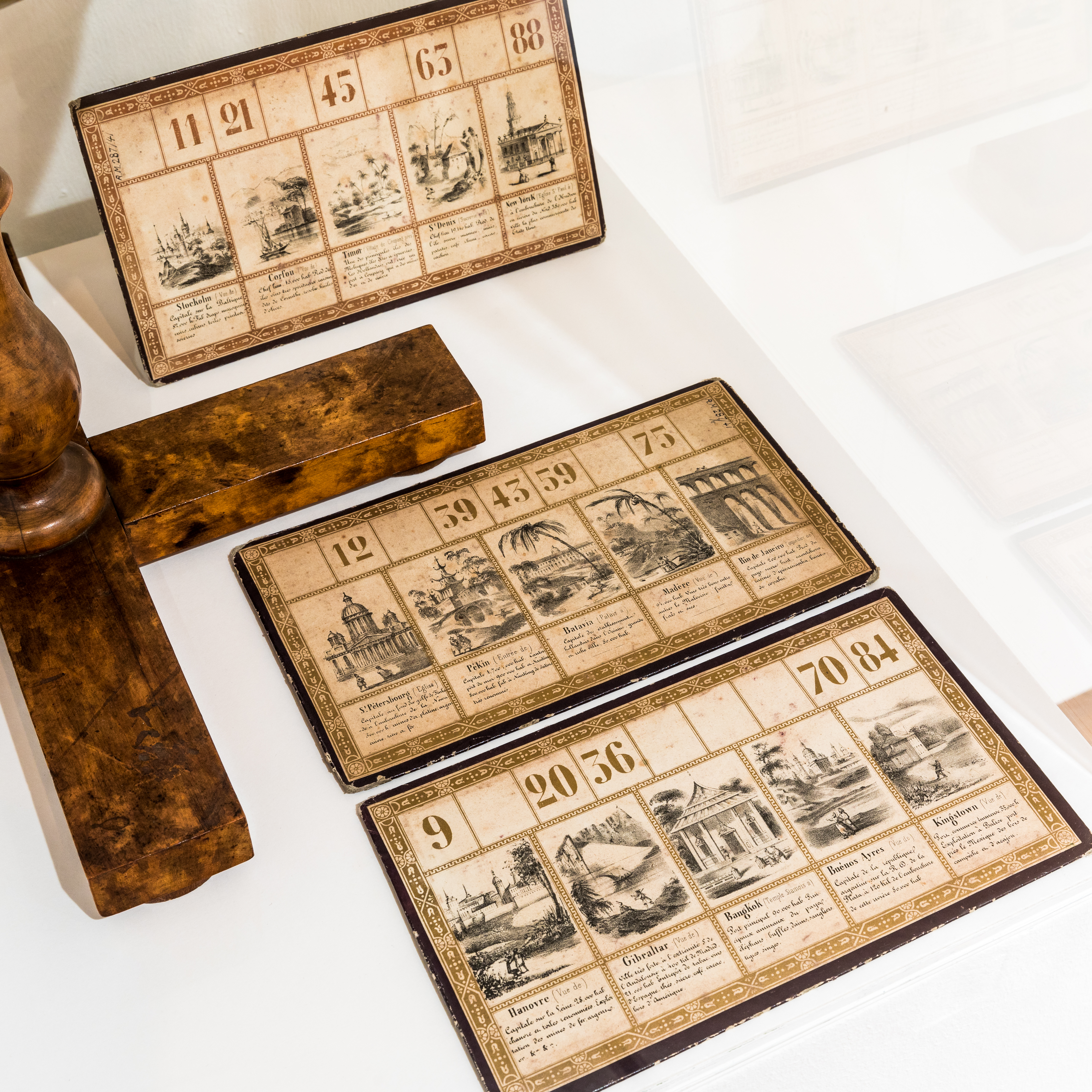
Geografisches Lotto, Frankreich, um 1845. Karton, Lithografie. Bestand Kölnisches Stadtmuseum

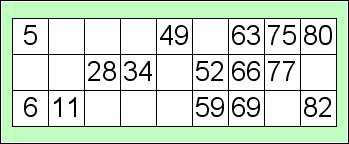
Spielkärtchen

Lotto ist der Name eines früher beliebten Gesellschaftsspiels, das sich in Gestalt des Bilderlottos als Kinderspiel erhalten hat. Das in Großbritannien und den USA beliebte Bingo ist ein Abkömmling dieses Spiels. 
Die folgende Beschreibung stützt sich auf Meyers Konversationslexikon von 1905:
Jeder Teilnehmer erhält ein bis drei Nummernkarten, welche zumeist drei Reihen in der Höhe und neun in der Breite haben. Auf jeder Breitenreihe befinden sich fünf Zahlen aus der Folge 1–90, vier Felder bleiben leer. Einer (1–10) stehen in der ersten, Zehner (11–20) in der zweiten, Zwanziger (21–30) in der dritten Vertikalreihe usf. 
Die Zahl der Spielteilnehmer ist unbeschränkt, da es der Kombinationen von fünf Zahlen aus 1–90 eine sehr große Menge gibt und demnach außerordentlich viel Karten ausgegeben werden können. Hat jeder seine Karten bekommen und seinen Einsatz geleistet, so zieht ein Ausrufer Täfelchen aus einem Beutel, die auch die Ziffern 1–90 tragen, und sagt sie an. Jeder, der eine angesagte Zahl auf seiner Karte hat, bedeckt diese Zahl, und wer zuerst eine Quinterne (Breitenreihe) besetzt hat, gewinnt.

## Quelle
1. ↑   Lexikoneintrag in Meyers Konversationslexikon von 1905